# 양지중학교 (세종)
양지중학교(陽地中學校)는 대한민국 세종특별자치시 도담동에 있는 공립 중학교이다.

## 학교 연혁
- 2015년 3월 1일 : 양지중학교 개교(24학급 인가)
- 2017년 3월 1일 : 학급 증설(28학급)
- 2022년 3월 2일 : 제8회 입학(10학급 251명)
- 2022년 9월 1일 : 제5대 강양희 교장 부임
- 2023년 1월 6일 : 제8회 졸업식(266명, 졸업생누계 1,527명)

## 참고 자료
- 양지중학교 - 한국교육학술정보원 학교알리미